# Université de Memphis
L’université de Memphis est une université publique américaine située à Memphis, dans le Tennessee. Elle a été fondée en 1912.
L'équipe sportive de l'université est les Tigers de Memphis.